# 广东睑虎
广东睑虎（学名：Goniurosaurus gollum）也称古鲁姆睑虎，一种分布于中华人民共和国广东省的爬行动物，隶属于睑虎科洞穴睑虎属。
广东睑虎于2020年在广东省肇庆市怀集县石灰岩洞穴中被发现，种加词源自著名的奇幻作品《魔戒》中长相怪异的咕嚕。

## 形态特征
广东睑虎体型中等，体长91.0～93.4毫米。身体背面底色为黄棕色，具有不规则形状的深棕色斑纹；颈环完整且向后呈圆形，前端终止于耳孔后缘。仅有两条完整的背部横纹：第一条位于腋窝后方；第二条带延伸至大腿背表面，两侧镶有宽的深棕色边缘，其他斑纹不完整，没有形成完整的横纹。瞳孔垂直，呈黑色；虹膜橙色，两侧逐渐变暗。身体腹面呈粉红色，略带褐色，侧面有深褐色斑点。尾部具有九条完整的白色环斑，末端为白色。